# Culicoides scanloni
Culicoides scanloni är en tvåvingeart som beskrevs av Wirth och Hubert 1962. Culicoides scanloni ingår i släktet Culicoides och familjen svidknott. Inga underarter finns listade i Catalogue of Life.